# Svazijský lilangeni
Lilangeni (množné číslo emalangeni) je zákonným platidlem jihoafrického království Svazijsko. Jeho ISO 4217 kód je SZL. Jedna setina lilangeni se nazývá cent.
Na území Svazijska se používal měnový systém sousední Jihoafrické republiky. V době vyhlášení nezávislosti Svazijska (1968) byl v oběhu jihoafrický rand. Ten zůstal oficiálním platidlem až do roku 1974, kdy byla zavedena nová národní měna lilangeni. 1. července 1980 se opětovně stal jihoafrický rand druhou měnou, kterou lze ve Svazijsku používat.
Dnes je Svazijsko spolu s Jihoafrickou republikou, Lesothem a Namibií členským státem ekonomického seskupení Společný měnový prostor. Jeho fungování spočívá v tom, že měny těchto států jsou pevně navázány na rand v poměru 1:1. Navíc je možné platit v těchto zemích jak místní měnou, tak i randem. V Jihoafrické republice ale měny ostatních států použít nelze.

## Mince a bankovky
Veškeré svazijské mince i bankovky mají ekvivalentní hodnoty jako jihoafrický rand.
Mince jsou raženy v hodnotách 1, 2, 5, 10, 20, 50 centů, dále 1, 2, 5 emalangeni. Mince o hodnotách 1 a 2 centů se v běžném platebním styku vyskytují už jen zřídka.

Bankovky mají hodnoty 10, 20, 50, 100 a 200 emalangeni.